# D'arcy Wretzky
 Der er for få eller ingen kildehenvisninger i denne artikel, hvilket er et problem. Du kan hjælpe ved at angive troværdige kilder til de påstande, som fremføres i artiklen.

D'arcy Elizabeth Wretzky-Brown er en amerikansk bassist, der tidligere spillede bas i Smashing Pumpkins.
D'arcy Wretzky blev det tredje medlem af rockbandet Smashing Pumpkins i sommeren 1988. Hun er krediteret for at have spillet bas på bandets fem første studiealbum, inklusive MACHINA/the Machines of God, selvom det udkom året efter hun forlad bandet. Hun forlod bandet i september 1999 angiveligt for at forfølge en karriere som skuespiller, men Billy Corgan oplyste senere, at hun rent faktisk var blevet fyret, da hun ikke ville modtage behandling for et alarmerende stofmisbrug.
Udover at spille bas sang D'arcy Wretzky også på nogle ganske få af bandets numre. På bandets debutalbum Gish sang hun afslutningsnummeret "Daydream". Senere har hun sunget duet med forsanger Billy Corgan på "Beautiful" (fra Mellon Collie and the Infinite Sadness, 1995), "Dreaming" (fra The Aeroplane Flies High, 1996), samt "Farewell and Goodnight", hvor alle bandets medlemmer synger med. Derudover er hun også krediteret for at have skrevet singlen "Daughter" fra 1992 sammen med Billy Corgan. Det er dog efterhånden almindeligt kendt, at Billy Corgan oftes har indspillet D'arcys bas-dele i studiet for at spare tid og være mere effektive. Dette har både Corgan og Wretzky bekræftet.
Smashing Pumpkins spillede deres sidste koncert 2. december 2000, hvor D'arcy Wretzky var eneste originale medlem, der ikke deltog i koncerten. Den aften og den foregående verdensturné, der bl.a. bragte bandet til Danmark to gange i 2000, var hun erstattet af den tidligere Hole-bassist Melissa auf der Maur. Ved den sidste koncert nævnte guitarist James Iha, der tidligere har dannet par med Wretzky, hendes navn. Hverken Iha eller Wretzky tager del i gendannelse af bandet i 2007, og Wretzky har stort set ikke optrådt i offentligheden siden 1999.